# Бујанце
Бујанце (алб. Bujan) је насеље у општини Липљан, Косово и Метохија, Република Србија.

## Географија
Бујанце се налази на 548 метара надморске висине, и то на координатама 42° 28′ 48" северно и 21° 04′ 48" источно.
Налази се на око двадесет и два километра од Приштине.

## Демографија
| Етнички састав према попису из 1981.‍ | Етнички састав према попису из 1981.‍ | Етнички састав према попису из 1981.‍ | Етнички састав према попису из 1981.‍ | Етнички састав према попису из 1981.‍ |
| ------------------------------------ | ------------------------------------ | ------------------------------------ | ------------------------------------ | ------------------------------------ |
|                                      |                                      |                                      |                                      |                                      |
| Албанци                              | Албанци                              |                                      | 488                                  | 99,79%                               |
| непознато                            | непознато                            |                                      | 1                                    | 0,20%                                |

| Демографија | Демографија | Демографија |
| Година      | Становника  | Становника  |
| ----------- | ----------- | ----------- |
| 1948.       | 188         |             |
| 1953.       | 210         |             |
| 1961.       | 259         |             |
| 1971.       | 351         |             |
| 1981.       | 489         |             |
| 1991.       | 652         |             |